# Anastazy Wilhelm Dreszer

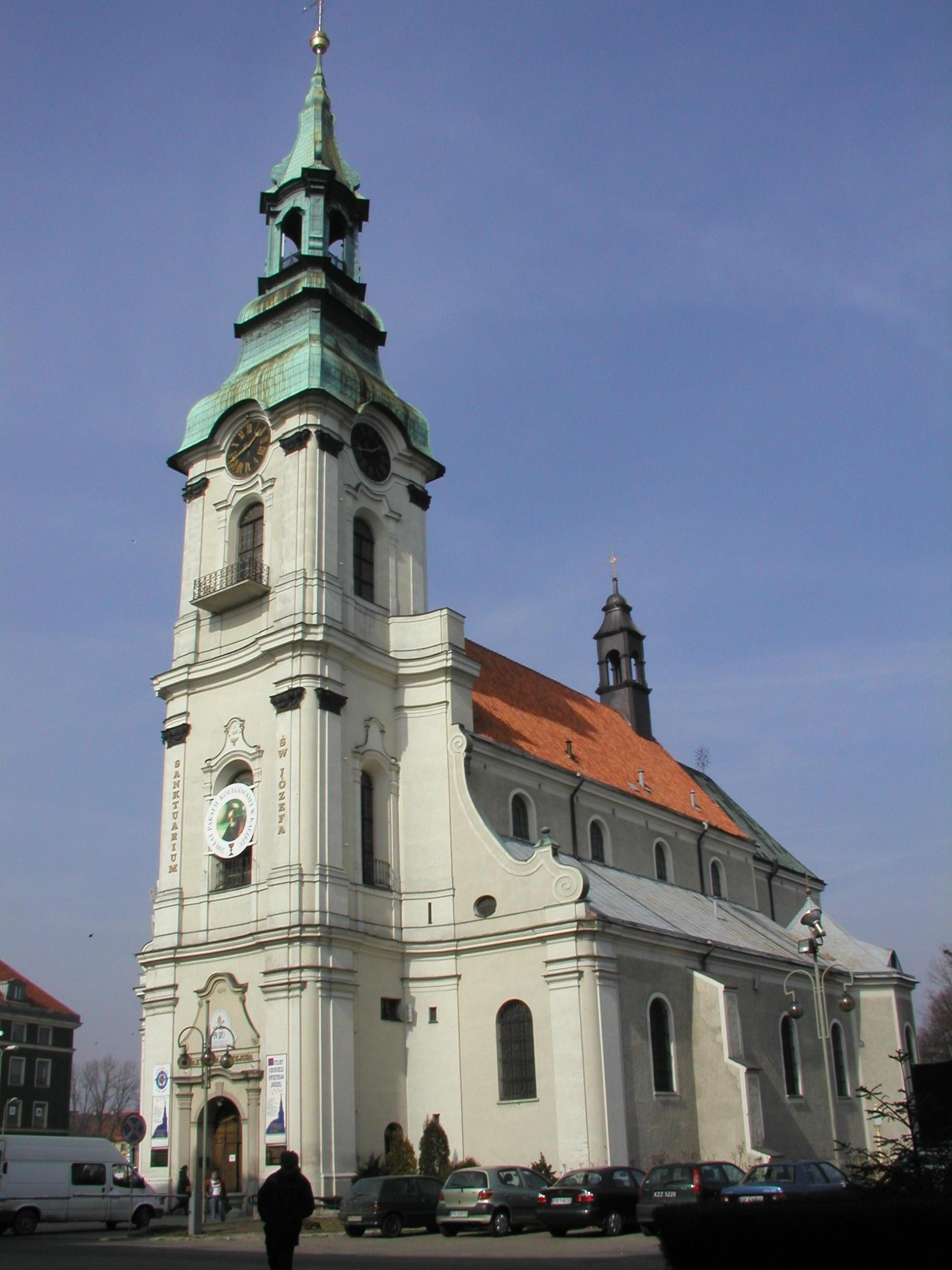
Església de Sant Josep a la vila de Kalisz on va néixer Dreszer

Anastazy Wilhelm Dreszer (Kalisz, 28 d'abril de 1845 – Halle, 2 de juny de 1907) fou un compositor, pianista, professor de música i director de corals polonès.
S'educà musicalment al Conservatori de Dresden i a Berlín, i adquirí gran renom com a director de masses corals, per les que va compondre moltes obres. Va escriure dues simfonies; sonates per a piano i lieder.